# Kräklingbo landsfiskalsdistrikt
Kräklingbo landsfiskalsdistrikt var 1918–1941 ett landsfiskalsdistrikt i Gotlands län, bildat när Sveriges indelning i landsfiskalsdistrikt trädde i kraft den 1 januari 1918, enligt beslut den 7 september 1917. När Sveriges nya indelning i landsfiskalsdistrikt trädde i kraft den 1 oktober 1941 upplöstes distriktet och dess område gick upp i Roma.
Landsfiskalsdistriktet låg under länsstyrelsen i Gotlands län.

## Ingående områden

### Från 1918
Gotlands norra härad:
- Ala landskommun
- Anga landskommun
- Ardre landskommun
- Buttle landskommun
- Dalhems landskommun
- Gammelgarns landskommun
- Ganthems landskommun
- Gothems landskommun
- Guldrupe landskommun
- Halla landskommun
- Hörsne med Bara landskommun
- Kräklingbo landskommun
- Norrlanda landskommun
- Sjonhems landskommun
- Viklau landskommun
- Vänge landskommun
- Östergarns landskommun